# Наровлянский район
Наровля́нский райо́н (бел. Нараўля́нскі раён) — административная единица на юге Гомельской области Республики Беларусь. Административный центр — город Наровля.
Численность населения — 10 355 человек (на 1 января 2025 года).

## Административное устройство
В районе 4 сельсовета:
- Вербовичский
- Головчицкий
- Кировский
- Наровлянский

Упразднённые сельсоветы:
- Красновский
- Завойтянский

## География
Площадь района составляет 1580 км². Около 53% территории приходится на леса.

### Заповедник
На территории Наровлянского района расположен Полесский государственный радиационно-экологический заповедник. Заповедник создан с целью радиобиологических и экологических исследований.

### Гидрография
Основные реки — Припять и её притоки Наровлянка, Мытва, Словечна, Желонь, река Млынок. В пойме Припяти много озёр.
Район расположен в зоне правобережья нижнего течения Припяти. Основная часть района находится в зоне Припятского прогиба, южная часть — на склоне Украинского щита. Район граничит (по направлению Запад — Север — Восток — Юг — Запад) с Ельским, Мозырским районами Гомельской области Беларуси; Вышгородским районом Киевской области, Коростенским районом Житомирской области Украины и Хойникским районом Гомельской области Беларуси.
В 0,7 км от деревни Мальцы расположено водохранилище Свеча (канал от рек Грязиво, Словечна).

## История

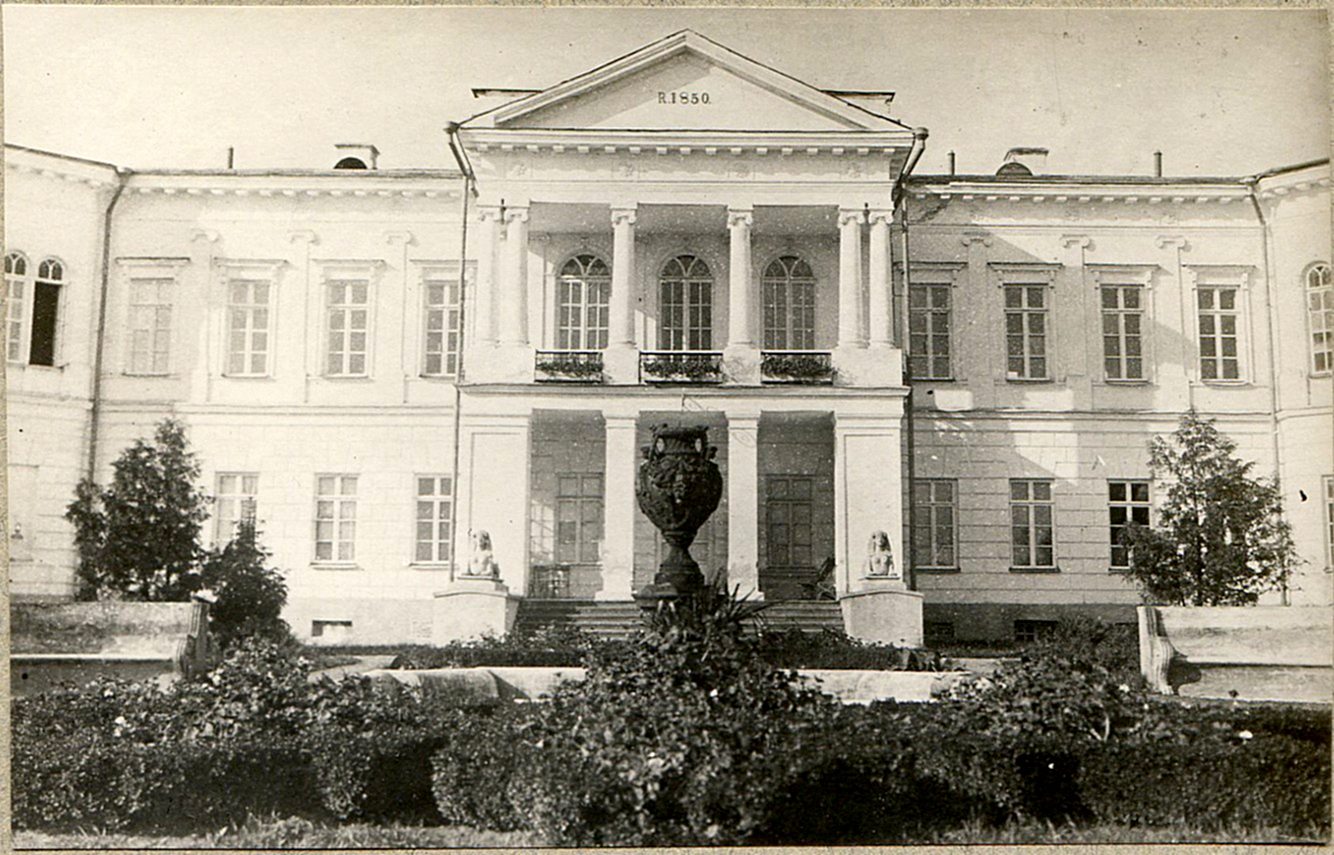
Дворец Горваттов

Район образован 17 июля 1924 года. В 1924—1930 годах — в составе Мозырского округа, в 1930—1935 годах — в прямом республиканском подчинении, в 1935—1938 годах — в Мозырском округе (пограничном), с 15 января 1938 года — в Полесской области с центром в Мозыре. С 8 января 1954 года — в Гомельской области.
В 1926—1937 годах в Наровлянском районе существовало несколько национальных сельсоветов: Александровский национальный польский, Берёзовский национальный немецкий, Кустовницкий национальный польский, Окопский национальный украинский (с 1930 года), Тваричевский национальный польский (до 1930 года, передан Мозырскому району), Хатковский национальный украинский (с 1931 года).
Границы Наровлянского района неоднократно менялись. 4 августа 1927 года к району были присоединены 4 сельсовета упразднённого Слободского района, в 1930 году Тваричевский сельсовет передан Мозырскому району, 5 апреля 1935 года ему же передан Бибиковский сельсовет, 3 июля 1939 года — Михалковский сельсовет. 25 декабря 1962 года Наровлянский район был упразднён, его территория присоединена к Ельскому району до 6 января 1965 года, когда район был образован повторно. При этом в состав Ельского района передавалось 9 сельсоветов, а вновь образованный Наровлянский район состоял из 8 сельсоветов, поскольку Барбаровский сельсовет был передан Мозырскому району. 
3 ноября 1971 года Наровля стала городом районного подчинения.
20 октября 1995 года административные единицы Наровлянский район и город Наровля, имеющие общий административный центр, объединены в одну административную единицу — Наровлянский район.

## Геральдика
Герб утверждён решением Наровлянского районного исполнительного комитета от 4 апреля 2001 года № 259. Зарегистрирован в Гербовом матрикуле Республики Беларусь 24 октября 2001 года № 69.
Флаг учреждён Указом Президента Республики Беларусь от 26 марта 2021 года № 121.

## Демография
Численность населения — 10 355 человек (на 1 января 2025 года), в том числе городское — 8 388 человек (Наровля — 8 388 человек), сельское — 1 967 человек.
На 1 января 2023 года численность населения — 10 494 человек, в том числе в городских условиях (Наровля) проживают 8 352 человек, в сельских — 2 142 человек.
До аварии на Чернобыльской АЭС в районе было 74 населённых пункта, 8 сельсоветов (Вербовичский, Головчицкий, Дерновичский, Довлядовский, Завойтянский, Кировский, Красновский и Угловский). После катастрофы 1986 г. были упразднены четыре сельсовета — Угловский (1987), Довлядовский (1987), Дерновичский (1987) и Вербовичский (1995). Жители отселены в другие сельсоветы района и город Наровлю, а также за пределы района. Были ликвидированы 35 населённых пунктов. Отселение продолжается и сейчас. В зоне отселения создан Полесский радиационно-экологический заповедник.
На 1 января 2018 года 22,7% населения района были в возрасте моложе трудоспособного, 54,9% — в трудоспособном возрасте, 22,4% — в возрасте старше трудоспособного. Средние показатели по Гомельской области — 18,3%, 56,6% и 25,1% соответственно.
Коэффициент рождаемости в районе в 2017 году составил 13,5 на 1000 человек, коэффициент смертности — 15,4. Всего в 2017 году в районе родилось 141 и умерло 161 человек. Средние показатели рождаемости и смертности по Гомельской области — 11,3 и 13 соответственно, по Республике Беларусь — 10,8 и 12,6 соответственно. В 2017 году из района уехало на 17 человек больше, чем приехало, хотя до 2016 года включительно из района ежегодно уезжало на 60—150 человек больше, чем приезжало.
В 2017 году в районе было заключено 73 брака (7 на 1000 человек) и 29 разводов (2,8 на 1000 человек). Средние показатели по Гомельской области — 6,9 браков и 3,2 развода на 1000 человек, по Республике Беларусь — 7 и 3,4 соответственно.
| Численность населения | Численность населения | Численность населения | Численность населения | Численность населения | Численность населения | Численность населения | Численность населения |
| 1970                  | 1979                  | 1989                  | 1996                  | 2000                  | 2001                  | 2002                  | 2003                  |
| --------------------- | --------------------- | --------------------- | --------------------- | --------------------- | --------------------- | --------------------- | --------------------- |
| 32 687                | ▼28 968               | ▼21 036               | ▼10 900               | ▲12 390               | ▲12 424               | ▼12 282               | ▼12 113               |
| 2004                  | 2005                  | 2006                  | 2007                  | 2008                  | 2009                  | 2010                  | 2011                  |
| ▼12 022               | ▲12 054               | ▲12 072               | ▼11 920               | ▼11 732               | ▼11 453               | ▼11 338               | ▼11 211               |
| 2012                  | 2013                  | 2014                  | 2015                  | 2016                  | 2017                  | 2018                  | 2019                  |
| ▼11 082               | ▼10 975               | ▼10 815               | ▼10 693               | ▼10 563               | ▼10 430               | ▼10 427               | ▼10 394               |
| 2020                  | 2021                  | 2022                  | 2023                  | 2024                  | 2025                  |                       |                       |
|                       |                       |                       | ▼10 494               | ▼10 417               | ▼10 355               |                       |                       |

| Национальный состав по переписи населения 2009 года | Национальный состав по переписи населения 2009 года | Национальный состав по переписи населения 2009 года |
| Народ                                               | Численность                                         | %                                                   |
| --------------------------------------------------- | --------------------------------------------------- | --------------------------------------------------- |
| Белорусы                                            | 10 126                                              | 89,05%                                              |
| Русские                                             | 714                                                 | 6,28%                                               |
| Украинцы                                            | 321                                                 | 2,82%                                               |
| Поляки                                              | 126                                                 | 1,11%                                               |
| Немцы                                               | 34                                                  | 0,3%                                                |

По переписи 1959 года в районе проживало 28 602 белоруса (81,41%), 2668 украинцев (7,59%), 1884 поляка (5,36%), 824 русских (2,35%), 497 евреев (1,41%), 656 представителей других национальностей.

## Экономика

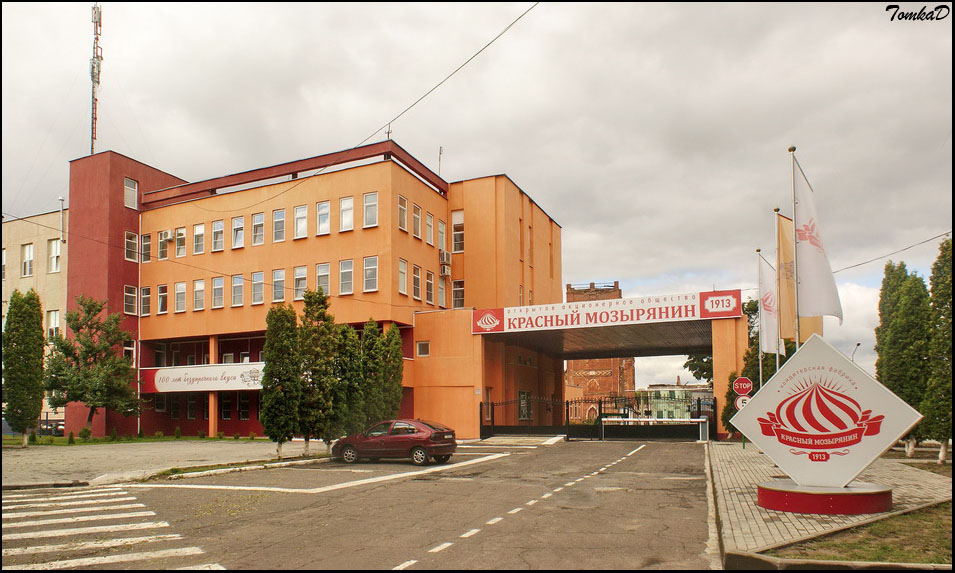
Кондитерская фабрика ОАО «Красный Мозырянин»

Основа — пищевая промышленность, сельское хозяйство, деревообработка. В Наровле действует кондитерская фабрика ОАО «Красный Мозырянин» (входит в концерн Белгоспищепром), ОАО «Наровлянский завод гидроаппаратуры» (основан в 1976 году, входит в холдинг МТЗ).

### Сельское хозяйство
В 2017 году в сельскохозяйственных организациях под зерновые и зернобобовые культуры было засеяно 9203 га пахотных земель, под кормовые культуры — 5710 га. В 2016 году было собрано 24,7 тыс. т зерновых и зернобобовых, в 2017 году — 27,9 тыс. т (урожайность — 25,1 ц/га в 2016 году и 30,5 ц/га в 2017 году). Средняя урожайность зерновых в Гомельской области в 2016—2017 годах — 30,1 и 28 ц/га, в Республике Беларусь — 31,6 и 33,3 ц/га.
На 1 января 2018 года в сельскохозяйственных организациях района (без учёта личных хозяйств населения и фермеров) содержалось 5,8 тыс. голов крупного рогатого скота, в том числе 2,4 тыс. коров, а также 8,4 тыс. свиней. В 2017 году было произведено 1,7 тыс. т мяса в живом весе и 10,7 тыс. т молока при среднем удое 4861 кг (средний удой с коровы по сельскохозяйственным организациям Гомельской области — 4947 кг в 2017 году). По производству молока район занимает последнее место в Гомельской области и одно из последних мест в Республике Беларусь.

## Транспорт
Через район проходят автомобильные дороги Мозырь — Киев, Наровля — Чернобыль, Наровля — Ельск. По Припяти осуществляется судоходство.

## Здравоохранение
В 2017 году в учреждениях Министерства здравоохранения Республики Беларусь насчитывалось 27 практикующих врачей (25,9 в пересчёте на 10 тысяч человек; средний показатель по Гомельской области — 39,3, по Республике Беларусь — 40,5) и 149 средних медицинских работников. Число больничных коек в лечебных учреждениях района — 88 (в пересчёте на 10 тысяч человек — 84,4; средний показатель по Гомельской области — 86,4, по Республике Беларусь — 80,2).

## Образование
В 2017 году в районе действовало 9 учреждений дошкольного образования (включая комплексы «детский сад — школа») с 0,5 тыс. детей. В 2017/2018 учебном году действовало 9 учреждений общего среднего образования, в которых обучалось 1,4 тыс. учеников. Учебный процесс в школах обеспечивал 181 учитель, на одного учителя в среднем приходилось 7,5 учеников (среднее значение по  Гомельской области — 8,6, по Республике Беларусь — 8,7).

## Культура

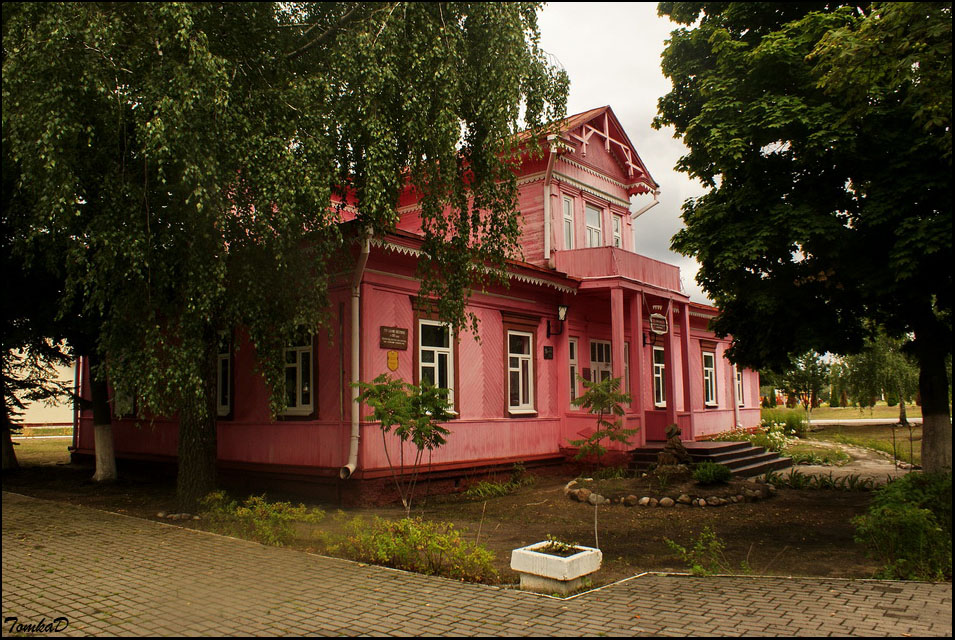
Здание бывшего жилого дома (ныне —музей)

В районном центре расположен Наровлянский историко-этнографический музей. В музее собрано 4,2 тыс. музейных предметов основного фонда. В 2016 году музей посетили 15 тыс. человек (по этому показателю музей занимает 10-е место в Гомельской области).

## События и мероприятия
- 24 мая 2023 года состоялась эстафета вдоль государственной границы, посвящённая 105-летию пограничной службы Беларуси
- Республиканский турслет «Полесские зори». Проходит в урочище Барбаров[34][35]

## Достопримечательность
- Историко-этнографический музей, XIX в. (здание бывшего жилого дома) в городе Наровля
- Фабрика, построенная Горваттами на рубеже XIX и XX вв. в городе Наровля
- Дворцово-парковый ансамбль Горваттов: дворец, фонтан, альтанка, парк, брама (первая половина XIX в.) в городе Наровля
- Усадьба Горваттов: усадебный дом, парк, брама (XIX в.) в агрогородке Головчицы
- Церковь Святого Иоанна Богослова в городе Наровля
- Костёл Вознесения Святого Креста в городе Наровля
- Церковь Святой Параскевы Пятницы (XVIII век) в агрогородке Вербовичи

## Туризм
Государственное природоохранное научно-исследовательское учреждение «Полесский государственный радиационно-экологический заповедник» проводит информационно-экологические, просветительские, научно-познавательные и учебные экскурсии на территории белорусского сектора зоны отчуждения Чернобыльской АЭС.  

## СМИ
Издаётся газета «Прыпяцкая праўда».